# إدي سبيريت
إدي سبيريت (بالإنجليزية: Eddie Spearritt)‏ هو لاعب كرة قدم بريطاني، ولد في 31 يناير 1947 في Lowestoft ‏ في المملكة المتحدة. لعب مع إيبسويتش تاون.